# Cho Ju-no
Cho Ju-no ou Juno Cho, também conhecido como William é CEO da empresa sul coreana LG Group. Juno Cho é formado pela Universidade Nacional de Seul, e tem MBA pela Universidade de Chicago.
Juno é presidente e diretor de operações da LG Corporation, empresa holding da LG Group, foi nomeado em 2014 o presidente e CEO da divisão móvel da LG Electronics para liderar seu negócio de smartphones.
Em 21 de fevereiro de 2016, Juno Cho apresentou o G5 do novo smartphone da LG durante um evento na véspera da exposição Mobile World Congress em Barcelona, Espanha.

## Criticas a Apple
Em 21 de março de 2016, em conversa com a imprensa em um evento em Seul, na Coreia do Sul, Cho Ju-no foi pressionado pelos presentes a dar sua opinião sobre o iPhone SE. 
| “ | “Disponibilizar um produto com mesma tecnologia antiga e recursos não é o método da LG” | ” |